# Мандолина
Мандоли́на (на италиански: mandolino) е струнен музикален инструмент от семейството на лютнята, но с по-къс гриф и по-малко на брой струни. На нея се свири с помощта на перце и тя издава кратки звуци. Появява се в Италия през XVI век и бързо става най-популярният народен инструмент. Постепенно оттам се разпространява и в други страни по света.
Мандолините имат разнообразни форми, като най-разпространената е кръглата. Съществуват такива с две дупки във формата на буквата f или такива с една кръгла или овална дупка в средата. Старинните мандолини са с шест двойни струни, докато съвременните са с четири двойни струни. Дължината и́ е между 70 и 75 cm.
През XVII и XVIII век мандолината е предпочитан инструмент за серенади. В началото на XX век тя е един от най-употребяваните музикални инструменти, преди всичко в сферата на по-леката класическа музика. Малко по-късно в Америка намира нова употреба в кънтри музиката.